# معاوقة ميكانيكية

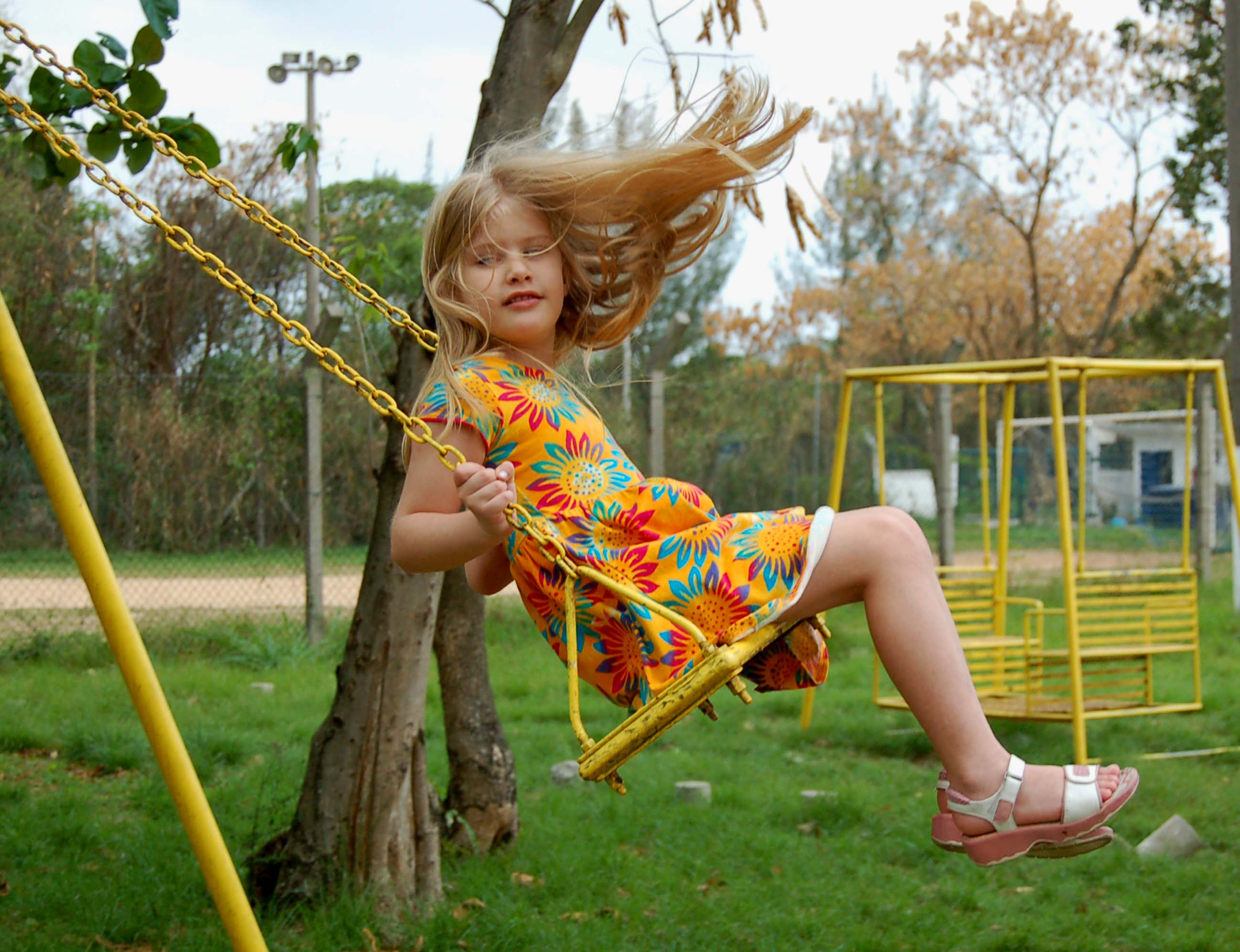

المعاوقة الميكانيكية هي كمية فيزيائية على غرار المعاوقة الكهربائية، تُعبر عن معاوقة الجسم الميكانيكي للحركة عندما يتعرض لقوة توافقية. ترتبط المعاوقة الميكانيكية بقيم القوة والسرعة في النظام الميكانيكي، حيث تُعرف بأنها النسبة بين القوة الواقعة على نقطة معينة والسرعة الناتجة عند نفس النقطة. تم صياغة مفهوم المعاوقة الميكانيكية في عام 1920 من قبل كينيلي وآرثر غوردن ويبستر.
المعاوقة الميكانيكية هي معكوس المسامحة الميكانيكية أو القدرة على التنقل، تتغير المعاوقة الميكانيكية بتغير تردد القوة الواقعة {\displaystyle \omega }، و يمكن أن تتغير قيمتها إلى حد كبير بتغير التردد. في ترددات الرنين تكون المعاوقة الميكانيكية أصغر ما يمكن، مما يعني أننا بحاجة لقوة أقل لتحريك الجسم بنفس السرعة.
{\displaystyle \mathbf {F} (\omega )=\mathbf {Z} (\omega )\mathbf {v} (\omega )}
حيث: {\displaystyle \mathbf {F} } هو متجه القوة، و{\displaystyle \mathbf {v} } هو متجه السرعة، و{\displaystyle \mathbf {Z} } هو المعاوقة الميكانيكية، و{\displaystyle \omega } هو التردد الزاوي.
تنقسم أي معاوقة في أي نظام إلى جزء حقيقي، وجزء تخيلي:
- المقاومة - الجزء الحقيقي من المعاوقة.
- مفاعلة - الجزء التخيلي من المعاوقة.